# Megasoma actaeon
Megasoma actaeon är en skalbaggsart som beskrevs av Carl von Linné 1758. Megasoma actaeon ingår i släktet Megasoma och familjen Dynastidae. Utöver nominatformen finns också underarten M. a. fujitai.

## Bildgalleri

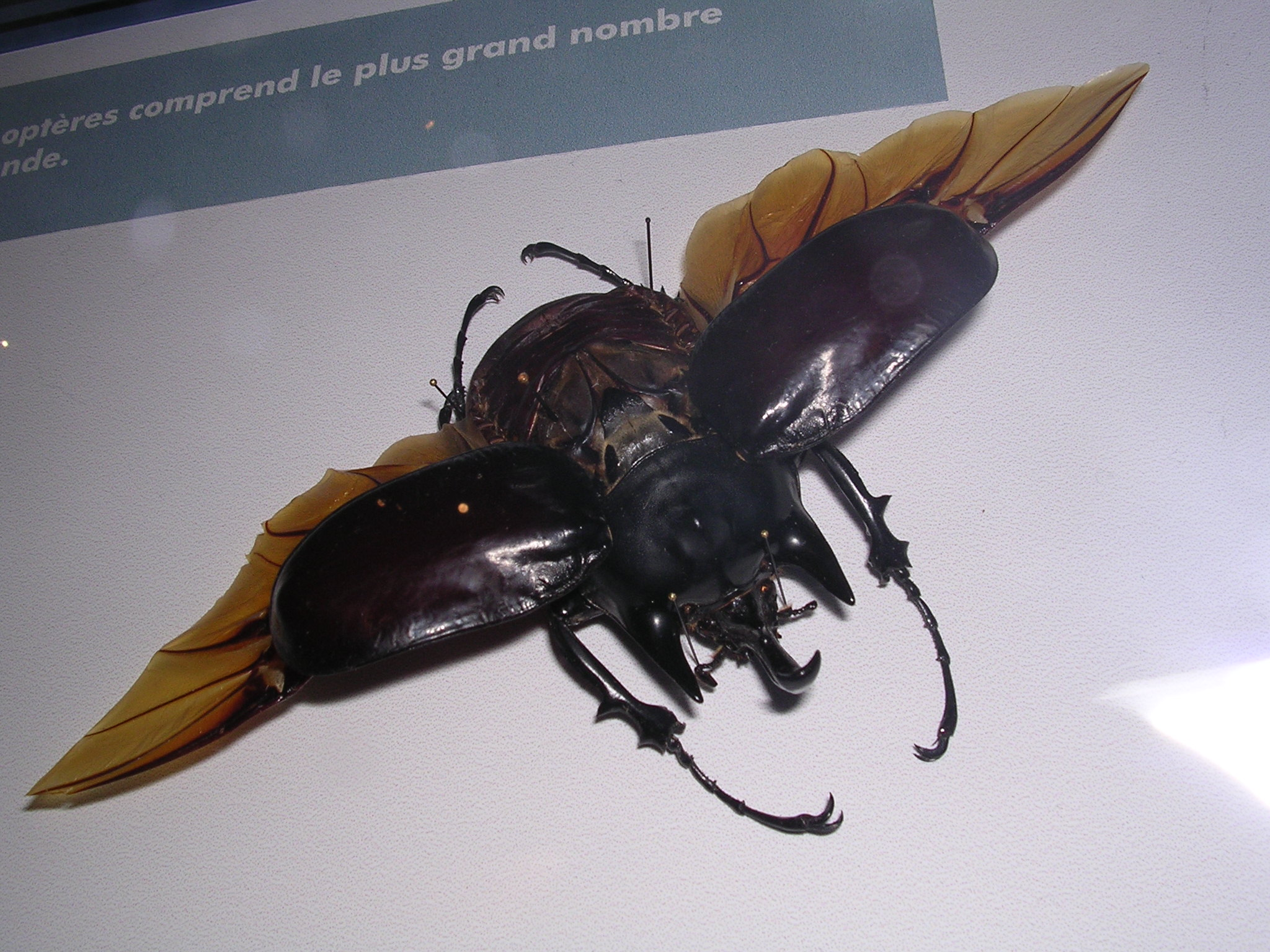
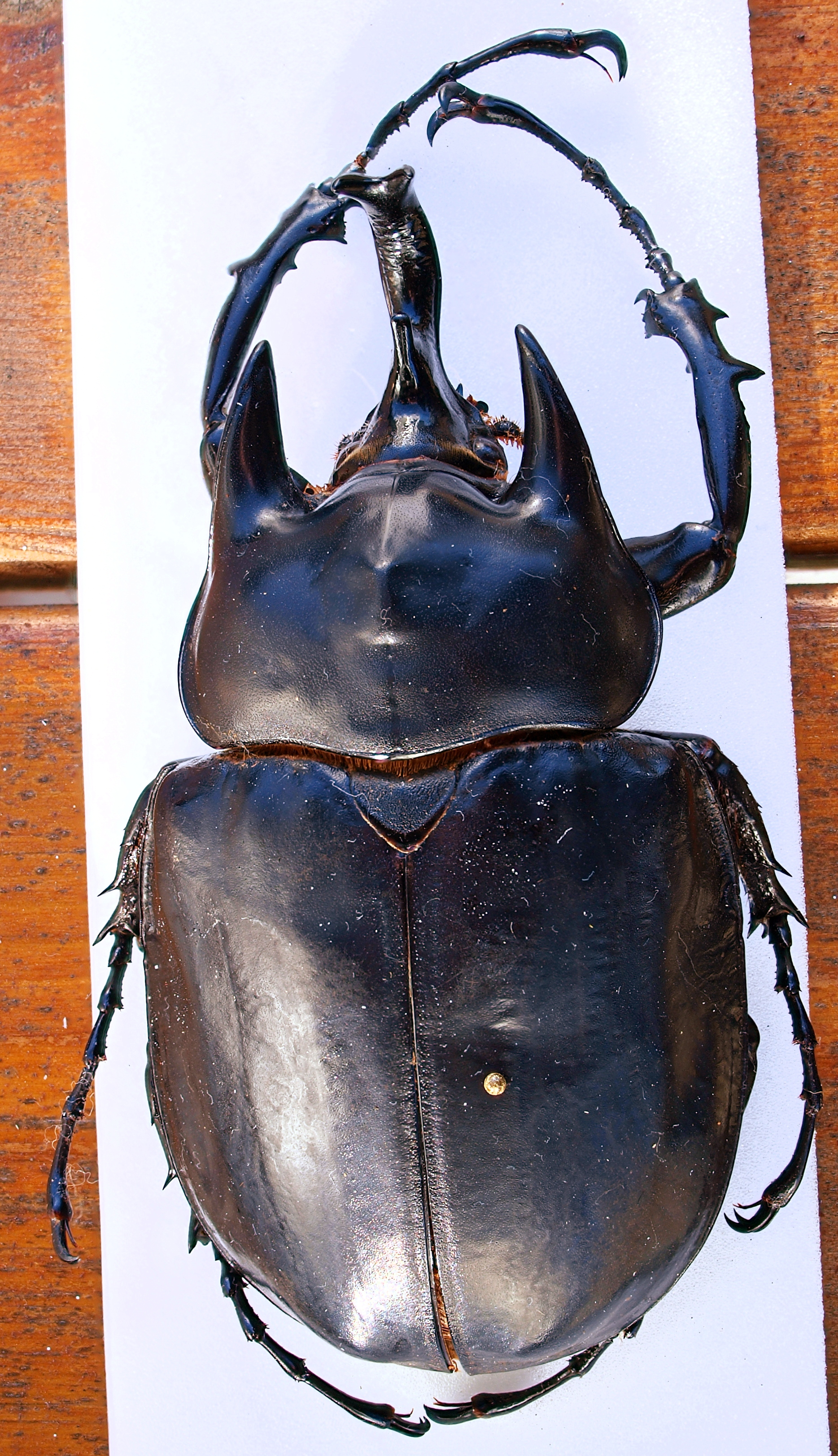
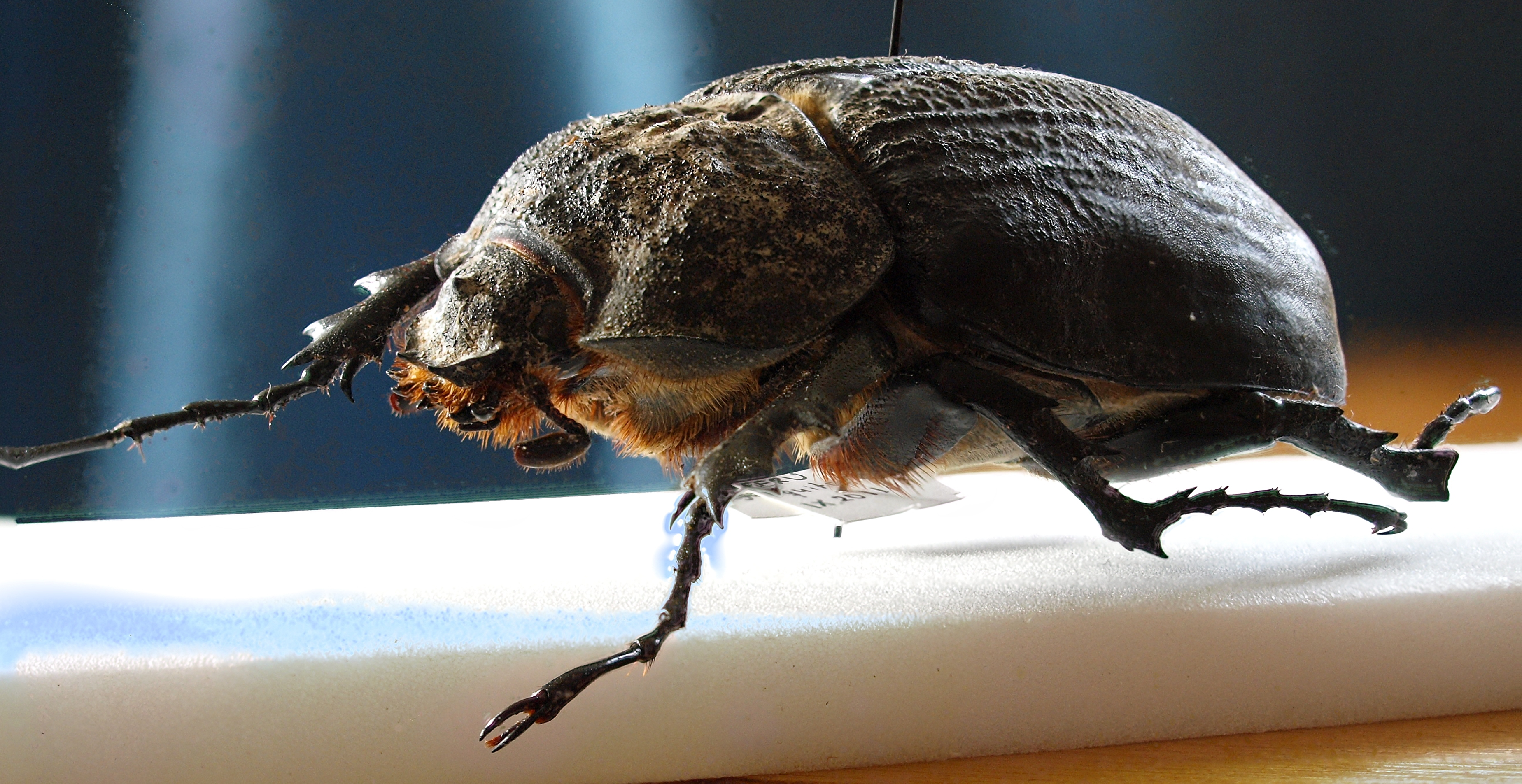
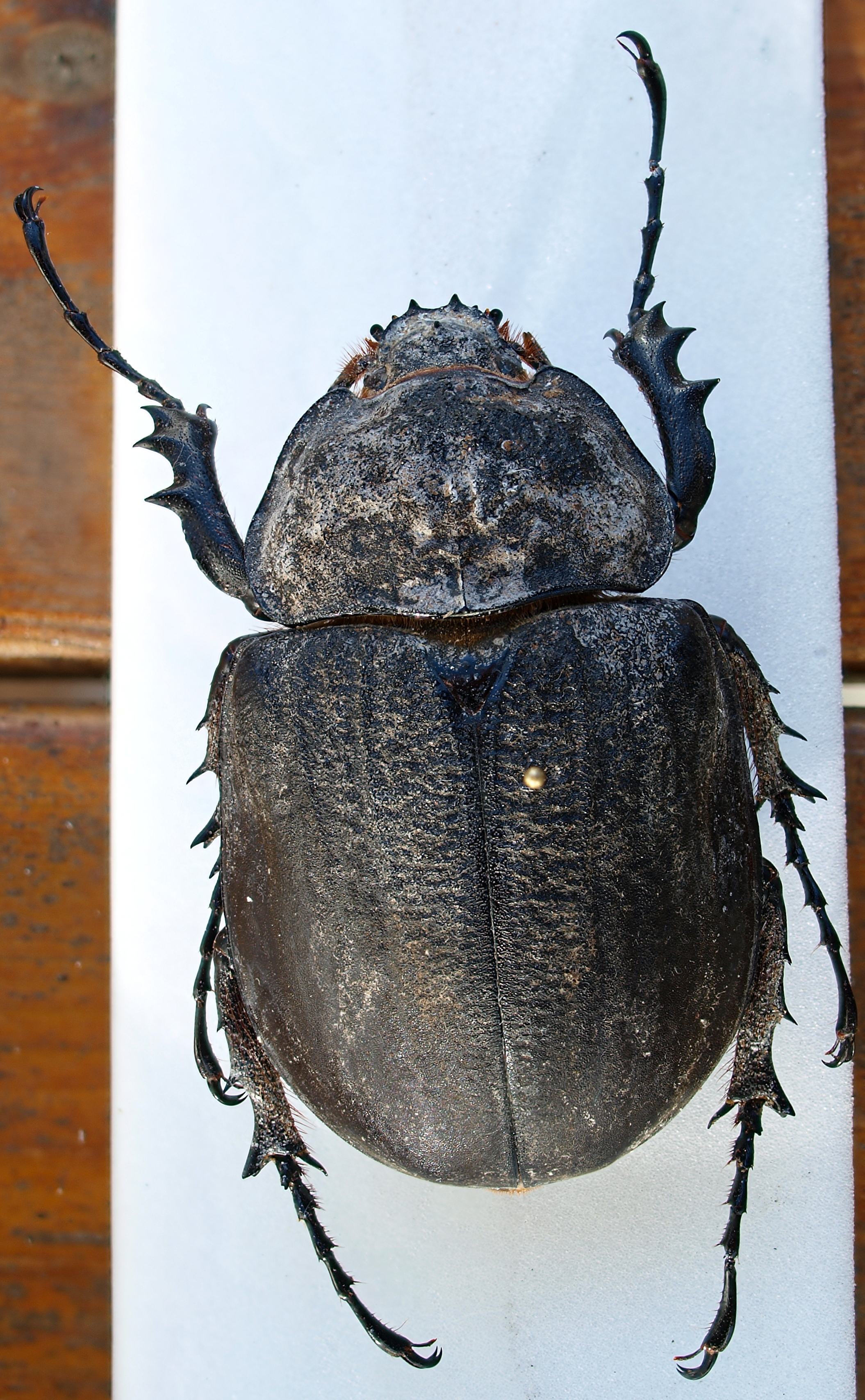
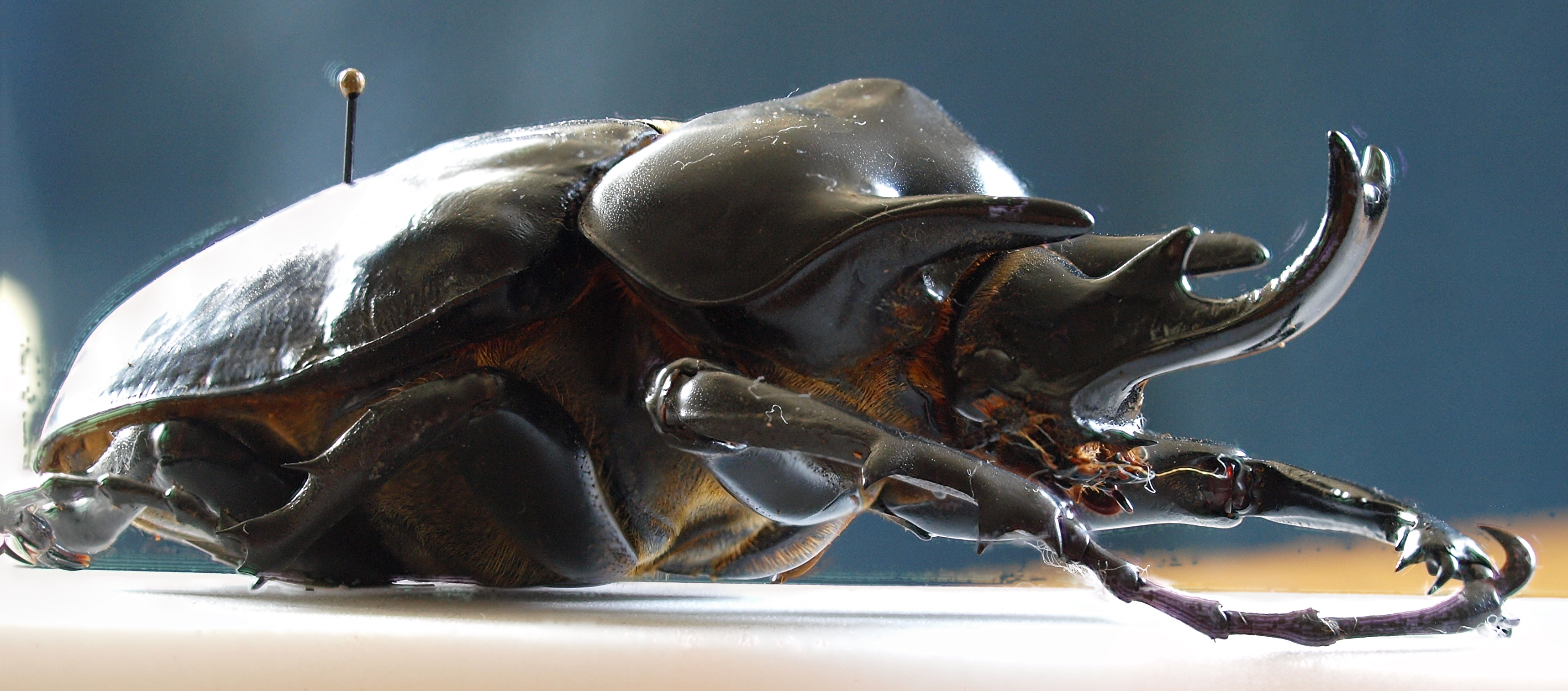
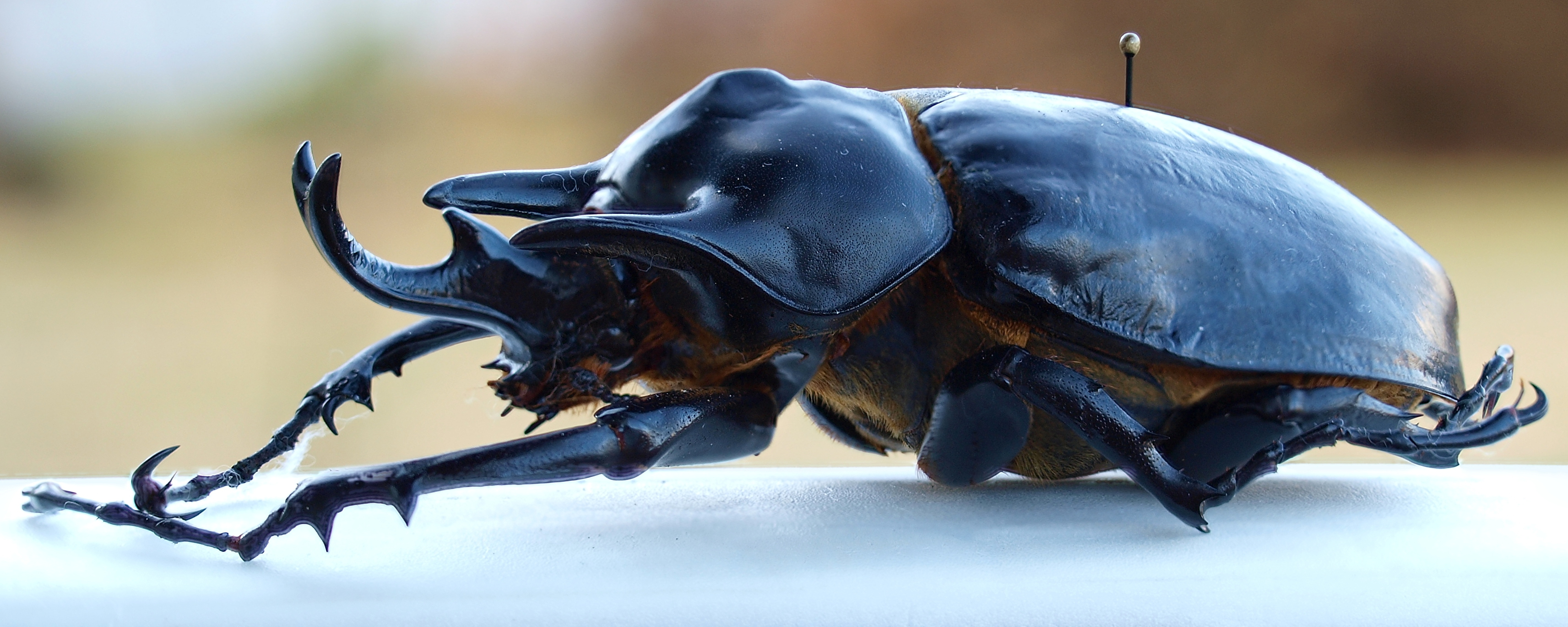